# Giáp, Bình Đỉnh Sơn
Giáp (chữ Hán giản thể: 郏县, âm Hán Việt: Giáp huyện) là một huyện thuộc địa cấp thị Bình Đính Sơn, tỉnh Hà Nam, Cộng hòa Nhân dân Trung Hoa. Huyện Giáp có diện tích 727 km², dân số năm 2002 là 560.000 người. Mã số bưu chính của huyện Giáp là 467100. Huyện lỵ đóng tại trấn Thành Quan. Huyện Giáp được chia các đơn vị hành chính gồm 6 trấn và 8 hương.
- Trấn: Thành Quan, Trủng Đầu, An Lương, Đường Nhai, Tiết Điếm và Trường Kiều.
- Hương: Vương Tập, Diêu Trang, Lý Khẩu, Tỳ Ba, Quảng Khoát Thiên Địa, Hoàng Đạo, Bạch Miếu và Tra Viên.